# Julia Brestrich
Julia Brestrich (* August 1996 in Deutschland) ist eine deutsche Journalistin und Moderatorin. Sie arbeitet für den Bayerischen Rundfunk und den Westdeutschen Rundfunk und ist als Reporterin und Moderatorin von digitalen und klassischen Nachrichtenformaten innerhalb der ARD bekannt. Zu ihren Schwerpunkten gehören Livestream-Berichterstattungen und Nachrichten für ein jüngeres Publikum.

## Leben und berufliche Laufbahn
Julia Brestrich wuchs in Nordrhein-Westfalen auf. Ihre journalistische Laufbahn begann sie als freie Mitarbeiterin bei der Print- und Online-Ausgabe der Rheinischen Post. Während ihres Studiums an der Universität zu Köln im Fach Intermedia, mit den Schwerpunkten Medienpsychologie und Medienkommunikation, sammelte sie praktische Erfahrungen als Reporterin und News-Redakteurin beim NRW-Lokalradio Radio Leverkusen. Parallel dazu war sie als Online-Content-Produzentin und Werkstudentin für den Westdeutschen Rundfunk tätig. Zudem verbrachte sie ein Auslandssemester an der California State University, Long Beach in Kalifornien, wo sie ihr Wissen im Bereich Psychologie vertiefte. Im Rahmen ihres Studiums wurde sie mit einem Deutschlandstipendium gefördert.
Nach Abschluss ihres Studiums absolvierte Julia Brestrich erst ein dreimonatiges Praktikum bei ProSieben Sat.1 in München und begann dann ein journalistisches Volontariat beim Bayerischen Rundfunk. Während ihres Volontariats sammelte sie Erfahrungen in verschiedenen Redaktionen und absolvierte unter anderem eine Hospitanz beim Kindernachrichtenformat logo im ZDF, wo sie Einblicke in die redaktionelle Arbeit für ein junges Publikum erhielt. Seit dem Abschluss des Volontariats arbeitet sie als Reporterin und Moderatorin für BR24 und berichtet unter anderem für Formate wie das ARD-Morgenmagazin, die Tagesschau oder die Tagesthemen. Seit 2022 moderiert sie Livestreams zu aktuellen Ereignissen, die auf den digitalen Kanälen von BR24 sowie gelegentlich auf tagesschau24 ausgestrahlt werden. Das Format ist unter dem Namen BR24live bekannt.
Neben ihrer Tätigkeit beim Bayerischen Rundfunk ist sie auch für den Westdeutschen Rundfunk tätig, wo sie als Moderatorin des Formats „tickr“ vor der Kamera steht. Das Format informiert ein junges Publikum auf Plattformen wie Instagram und Snapchat über tagesaktuelle Ereignisse.
Von 2020 bis 2022 moderierte Julia Brestrich außerdem zusammen mit Florian Eckl den Podcast „Kein Kleinkram“. In diesem Format behandelten sie Themen, die die Lebensphase zwischen 20 und 30 Jahren prägen, wie Berufseinstieg, Dating und finanzielle Herausforderungen. Der Podcast bot jungen Erwachsenen eine Plattform, um Erfahrungen auszutauschen und über alltägliche Sorgen zu sprechen.

## Auszeichnungen
Julia Brestrich wurde 2018 mit einem Deutschlandstipendium der Universität zu Köln ausgezeichnet, welches herausragende akademische Leistungen und gesellschaftliches Engagement fördert. 2023 erhielt sie ein Stipendium der RIAS Berlin Kommission, welches die Möglichkeit bietet, transatlantische journalistische Netzwerke aufzubauen und an Austauschprogrammen zwischen deutschen und US-amerikanischen Medienschaffenden teilzunehmen.